# El misterio de la nube
El misterio de las nubes (Klimamysteriet) es un documental del director danés Lars Oxfeldt Mortensen. Explora la teoría publicada por el científico danés Henrik Svensmark sobre cómo los rayos cósmicos galácticos y la actividad solar afectan a la cubierta de nubes, y cómo esto influye en el clima de la Tierra. También se conoce como Klimamysteriet en danés.  
Este documental presenta el trabajo realizado para desarrollar la teoría de que el cambio de la cobertura de nubes es causado por variaciones en los rayos cósmicos como el principal causante de la variación climática global. También menciona que estos científicos no suscriben la opinión de que la influencia humana y el efecto de Gas de efecto invernadero como impulsores importantes del clima. Sin embargo, la atención se centra en el trabajo que han realizado y no en la opinión de la mayoría (IPCC) sobre el calentamiento global antropogénico. 

## Estreno
El misterio de la nube se emitió en TV 2 (Dinamarca) a principios de 2008. También se emitió en Noruega y en TV4 Fakta, (que puede ser visto en Suecia y Finlandia.) y en  Arte (2 de abril de 2010, "Das Geheimnis der Wolken") en Alemania.

## Opiniones
El semanario de ingeniería de  Danés Ingenøren encontró que el  documental ofrecía una descripción sobria de la teoría de Henrik Svensmark, aunque carecía de crítica científica.
El documental provocó un debate entre partidarios y críticos de la opinión del IPCC de que el dióxido de carbono es la causa principal del calentamiento global. Sin embargo, los resultados científicos de Svensmark y Nir Shaviv, dos de los protagonistas, que forman la base del documental, han sido criticados por Mike Lockwood y Claus Froehlich (ver  Rayos Cósmicos Galácticos vs Temperatura Global).